# Godofredo Maurício de La Tour de Auvérnia, Duque de Bulhão
Godofredo Maurício de La Tour de Auvénia (em francês:  Godefroy Maurice de La Tour d'Auvergne; 21 de junho de 1636 – 26 de julho de 1721)  foi um nobre francês membro da Casa de La Tour de Auvérnia.
Em 1652 herdou de seu pai o título de Duque soberano de Bulhão. É também identificado como o duque Godofredo I de Bulhão.
Casou com Maria Ana Mancini, sobrinha do Cardeal Mazarino de quem teve sete filhos.

## Biografia
Filho de Frederico Maurício de La Tour de Auvérnia e de Leonor Catarina Febronis de Bergh, era o segundo de onze filhos nascidos do casamento de seus pais. A sua irmã mais velha Isabel (1635–1680) casou com Carlos III, Duque de Elbeuf.
Veio a casar com Maria Ana Mancini, a sobrinha mais nova do Cardeal Mazarino e uma das Mazarinettes. Um dos irmãos de Maria Ana foi Filipe Mancini, amante de Filipe I, Duque de Orleães, irmão do rei Luís XIV, e que veio a falecer quando Maria Ana tinha 13 anos.
Na noite anterior à morte do cardeal, o famoso marechal Turenne veio até ao seu leito para lhe pedir a mão de Maria Ana em nome do seu sobrinho, o jovem Godofredo Maurício, Duque de Bulhão.
O casal veio a casar na presença da família Real no Palácio do Louvre, em Paris, a 19 de abril de 1662. Deste casamento nasceram sete filhos, três dos quais tiveram descendência.
Maria Ana criou ainda o seu sobrinho, Luís José de Bourbon, órfão de sua irmã Laura e do marido, Luís, Duque de Vendôme.
A sua mulher estabeleceu um salão literário (em francês:  salon) na sua nova residência, o Hôtel de Bouillon, que ele comprou em 1681. Sobreviveu à sua mulher cerca de sete anos, sendo sucedido como Duque de Bulhão pelo seu filho Emanuel Teodósio.

## Descendência
Godofredo Maurício e Maria Ana tiveram sete filhos:
- Luís Carlos (Louis-Charles), Príncipe de Turenne[1] (1665-1692)[5]), casou com Ana Geneveva de Lévis, sem descendência;
- Maria Isabel (Marie-Élisabeth) (1666-1725), Mademoiselle de Bouillon, sem aliança;
- Emanuel Teodósio (Emmanuel-Theodose) (1668-1730), que sucedeu ao pai como Duque de Bulhão. Casou em primeiras núpcias com Maria Armanda de La Trémoille (1677–1717); casou em segundas núpcias com Luísa Francisca Le Tellier de Barbezieux; casou em terceiras núpcias com Ana Maria Cristina de Simiane (d.1722); e, por fim, com Luísa Henriqueta de Lorena, mademoiselle de Harcourt. Teve descendência dos quatro casamentos;
- Eugénio Maurício (Eugene-Maurice) (1669-1672), Príncipe de Château-Thierry, sem aliança;
- Frederico Júlio (Frédéric-Jules) (1672-1733) Príncipe de Auvérnia, casou com Olivia Catarina de Trantes, com geração;
- Luís Henrique (Louis-Henri) (1674-1753), Conde de Évreux, casou com Maria Ana Crozat, sem geração;
- Luísa Júlia (Louise-Julie) (1679-1750) Mademoiselle de Château-Thierry, casou com Francisco Armando, Príncipe de Guéméné, de quem teve um filho que morreu com 3 anos.[1]

## Títulos e tratamentos
- 21 de Junho de 1636 – 9 de agosto de 1652 Sua Alteza o Príncipe de Turenne
- 9 de Agosto de 1652 – 26 de julho de 1721 Sua Alteza o Duque de Bulhão.